# Sten Claëson
Sten Claëson, född den 3 april 1914 i Bjuvs församling, Malmöhus län, död den 17 december 2007 i Lidingö församling, Stockholms län
,, var en svensk officer i Armén.

## Biografi
Claëson avlade studentexamen 1932 och officersexamen 1939. Sistnämnda år inledde han sin militära karriär i Armén som fänrik vid Wendes artilleriregemente. År 1941 befordrades Claëson till löjtnant, år 1948 till kapten, år 1957 till major, år 1961 till överstelöjtnant och 1964 till överste. Åren 1941–1942 tjänstgjorde han som löjtnant i den finländska armén. Åren 1943–1945 genomgick Claëson Artilleri- och ingenjörofficersskolans högre kurs. Åren 1948–1951 tjänstgjorde han vid försvarsstaben, 1951–1954 vid I. militärområdesstaben och 1954–1956 vid Bergslagens artilleriregemente. Åren 1956–1959 var Claëson lärare vid Artilleri- och ingenjörofficersskolan och 1961–1962 vid Artilleriskjutskolan, där han 1963–1965 var chef. Åren 1965–1974 var han chef för Bergslagens artilleriregemente.

## Utmärkelser
- Riddare av Svärdsorden, 1957.[7]
- Kommendör av Svärdsorden, 1968[8]
- Kommendör av första klassen av Svärdsorden, 1972[9]